# Limatula louiseae
Limatula louiseae is een tweekleppigensoort uit de familie van de Limidae. De wetenschappelijke naam van de soort is voor het eerst geldig gepubliceerd in 1974 door A. Clarke.